# 香港慶祝中華人民共和國國慶煙花匯演
中國香港慶祝中華人民共和國國慶煙花匯演（英語：The Hong Kong, China celebrates  of PRC National Day Fireworks Display），簡稱為國慶煙花匯演，是香港特別行政區政府為了慶祝中華人民共和國國慶所舉辦的一個節慶活動，於香港回歸後三個月的1997年10月1日首次舉辦。
自1997年起，每年10月1日晚上於維多利亞港上空舉行。除：
- 2013年及2014年分別因為悼念南丫島撞船事故死難者及雨傘運動停辦外，2015年至2018年底再次復辦。
- 2019年至2022年，因反修例運動和2019冠狀病毒病疫情而曾連續四年停辦，直至2023年為止，行政長官李家超於9月5日行政會議前宣布，將會在10月1日恢復舉行國慶煙花匯演及所有活動慶祝中華人民共和國成立74週年。

## 歷年資料

### 1997年
1997年的國慶煙花匯演主題為《國慶煙花耀香江》，是次煙花匯演由粵海集團贊助，於1997年10月1日（星期三）香港時間21:45於維多利亞港上空舉行。是次煙花匯演耗資350萬港元，由4艘躉船發放合共38000枚煙花，共分3幕，歷時23分鐘。此外，粵海集團曾於同年2月農曆大年初二晚上舉行激光煙花大匯演。 
| 幕次                                | 背景音樂 |
| 序幕：十里光輝迎國慶 一國兩制創未來 | 義勇軍進行曲 |
| 第 1 幕：回歸神州 齊頌昇平          | 偉大的北京 |
| 間幕                                | 漁舟唱晚 |
| 第 2 幕：東方之珠 巨龍之光          | 晚會，漁舟唱晚，鳳陽花鼓，勇敢的中國人 |
| 間幕                                | 漁舟唱晚 |
| 第 3 幕：心懷祖國 綻放異彩          | Riverdance，March of the Toreadors from Carmen Suite No.1，Trepak from Nutcracker Suite，On the beautiful Blue Danube，Can Can，Dance of the Hours |
| 結幕：同心同德 共建明天             | The Firebird Suite |

點我觀看煙花匯演 （页面存档备份，存于）

### 1998年
1998年的國慶煙花匯演主題為《國慶煙花耀香江1998》，於1998年10月1日(星期四)香港時間21:00於維多利亞港上空舉行。是次煙花匯演亨達集團贊助，耗資430萬港元，由6艘躉船發放合共21882枚煙花，共分3幕，歷時23分鐘。
| 幕次                                                                                 | 背景音樂                             |
| 第 1 幕：大地一心歡頌國慶 煙花主題：萬眾一心，大地共和，盛世昇平，欣欣向榮，喜氣洋洋 | 義勇軍進行曲，採花撲蝶，歡迎進行曲   |
| 間幕                                                                                 | 佛山贊先生                           |
| 第 2 幕：錦繡神州惠澤萬民 煙花主題：國泰民安，氣壯山河，亞洲巨龍，萬世流芳，大業千秋 | 歌唱祖國，希望                       |
| 間幕                                                                                 | 團結就是力量                         |
| 第 3 幕：宏圖齊創共建祖國 煙花主題：開創紀元，共建繁榮，世界之光，群策群力，鵬程萬里 | 團結就是力量，走向世界，鳳陽花鼓尾段 |

點我觀看煙花匯演

### 1999年
1999年的國慶煙花匯演主題為《50周年國慶煙花大匯演》，於1999年10月1日(星期五)香港時間晚上9時30分於維多利亞港上空舉行。是次煙花匯演由香港電訊及中國電信聯合贊助，耗資350萬港元，由6艘躉船發放共38,388枚煙花，共分12幕，歷時23分鐘。此外，香港電訊及中國電信曾在1998年舉辦虎年賀歲煙花匯演。 
| 幕次                     | 背景音樂                             |
| 第 1 幕：萬眾歡騰祖國頌  | 義勇軍進行曲                         |
| 第 2 幕：豪情繽紛滿香江  | 翻身的日子                           |
| 第 3 幕：閃耀光輝新里程  | 小兵                                 |
| 第 4 幕：旋龍勇越金雷陣  | 鸚鵡普利                             |
| 第 5 幕：輝煌歲月展宏圖  | 登陸月球                             |
| 第 6 幕：春雷響花伏波濤  | 獅子舞                               |
| 第 7 幕：椰林翠柳夜傾情  | 江南春早                             |
| 第 8 幕：時空穿梭騰龍飛  | 虎虎生威                             |
| 第 9 幕：縱橫馳騁天地間  | Edward Scissorhand - The Grand Final |
| 第 10 幕：錦繡花城迎佳節 | 登陸月球                             |
| 第 11 幕：萬家歡樂慶團圓 | Contradanza                          |
| 第 12 幕：攜手跨越新世紀 | Happy Valley                         |

點我觀看煙花匯演 （页面存档备份，存于）

### 2000年
2000年的國慶煙花匯演，於2000年10月1日(星期日)香港時間晚上8時於維多利亞港上空舉行。是次煙花匯演由香港國際投資總商會贊助，耗資350萬港元，並以《香江璀璨賀國慶》為題。由3組立體躉船發放共38,388枚煙花，共分12幕，歷時23分鐘。
| 幕次                       | 背景音樂     |
| 第 1 幕：飛躍的新時代      | 義勇軍進行曲 |
| 第 2 幕：錦繡花開舞翩韆    | 採茶撲蝶     |
| 第 3 幕：閃爍飛越無限境界  | 孔雀的神采   |
| 第 4 幕：繽紛姿彩璀璨風華  | 疾走的小雞   |
| 第 5 幕：龍騰飛舞聲威壯    | 螞蟻奇兵     |
| 第 6 幕：縱橫馳駢世紀舞台  | 鳳陽花鼓中段 |
| 第 7 幕：太空年代雷霆展翅  | 木蘭         |
| 第 8 幕：椰林風月夜傾情    | 黃金國之旅   |
| 第 9 幕：時空舞台繁花似錦  | 萬水千山蹤橫 |
| 第 10 幕：萬花競艷情濃大地 | 十月的天空   |
| 第 11 幕：萬家歡樂迎佳節   | 反斗奇兵     |
| 第 12 幕：攜手共創新里程   | 鳳陽花鼓尾段 |

點我觀看煙花匯演

### 2001年
2001年的國慶煙花匯演名為「國慶煙花耀中秋」，於2001年10月1日(星期一)香港時間22:00於維多利亞港上空舉行。是次煙花匯演由香港廣東社團總會和達成集團贊助，由2艘躉船和5艘小浮船發放15000枚煙花彈，共分10幕，歷時23分鐘。
| 幕次                     | 背景音樂                  |
| 第 1 幕：萬眾歡度國慶節  | 義勇軍進行曲              |
| 第 2 幕：新北京迎新奧運  | Olympic Fanfare and Theme |
| 第 3 幕：航天科技譜新章  | 太空放遊                  |
| 第 4 幕：中西文化匯香江  | 西樂歌曲                  |
| 第 5 幕：太平盛世香江夜  | 採花撲蝶                  |
| 第 6 幕：開發西部新戰略  | 黃土高科                  |
| 第 7 幕：香港精神肯拼搏  | 男兒當自強                |
| 第 8 幕：中國入世展宏圖  | Victory                   |
| 第 9 幕：中秋佳節慶團圓  | 花好月圓                  |
| 第 10 幕：振興中華奔前方 | 黃河協奏曲                |

點我觀看第一至二幕 （页面存档备份，存于）、點我觀看第三至六幕 （页面存档备份，存于）、點我觀看第七至十幕

### 2002年
2002年的國慶煙花匯演以「萬點星光賀國慶」為題，於2002年10月1日(星期二)香港時間21:00於維多利亞港上空舉行。是次煙花匯演由香港廣東社團總會贊助，耗資250萬港元。由1艘躉船和8艘浮船發放30000枚煙花彈，共分10幕，歷時23分鐘26秒。
| 幕次                 | 時間              | 配樂       |
| 第 1 幕：偉大的祖國  | 21:00:00-21:02:49 | 中國人     |
| 第 2 幕：光明的前途  | 21:02:55-21:04:35 | 瀟灑走一回 |
| 第 3 幕：勤奮的人民  | 21:04:39-21:06:56 | 前程錦繡   |
| 第 4 幕：美麗的香江  | 21:06:59-21:08:48 | 東方之珠   |
| 第 5 幕：和諧的社會  | 21:08:52-21:10:59 | 平和       |
| 第 6 幕：勝利的喜悅  | 21:11:01-21:13:45 | 勝利       |
| 第 7 幕：前進的步伐  | 21:13:51-21:15:30 | 再接再厲   |
| 第 8 幕：未來的一代  | 21:15:32-21:17:43 | 萬歲       |
| 第 9 幕：東方的巨龍  | 21:17:45-21:19:19 | 龍的傳人   |
| 第 10 幕：飛躍的時代 | 21:19:20-21:23:26 | 走進新時代 |

點我觀看第一至三幕 （页面存档备份，存于）、點我觀看第四至七幕、點我觀看第八至十幕

### 2003年
2003年的國慶煙花匯演以「萬眾歡騰賀國慶」為題，於2003年10月1日(星期三)香港時間晚上9時於維多利亞港上空舉行。是次煙花匯演由香港潮州商會及達成集團贊助，由2艘躉船和8艘浮船發放19898枚煙花彈，共分11幕，歷時15分鐘，隨後為香港國際煙花音樂匯演預演。
| 幕次               | 背景音樂   |
| 第 1 幕：欣逢盛世  | 拋網捕魚   |
| 第 2 幕：龍舞九霄  | 熱舞嘉年華 |
| 第 3 幕：民豐物阜  | 鳳陽花鼓   |
| 第 4 幕：與時俱進  | 時光隧道   |
| 第 5 幕：豪情滿懷  | 黃飛鴻     |
| 第 6 幕：曙光在望  | 晨曦       |
| 第 7 幕：旭日東昇  | 同心協力   |
| 第 8 幕：各族共融  | 西藏風情   |
| 第 9 幕：萬商雲集  | 蜂之旅     |
| 第 10 幕：精英薈萃 | 英雄       |
| 第 11 幕：祖國萬歲 | 紅旗頌     |

點我觀看第一至七幕 （页面存档备份，存于）、點我觀看第八至十一幕 （页面存档备份，存于）、點我觀看香港國際煙花音樂匯演預演 （页面存档备份，存于）
香港國際煙花音樂匯演一共有4支不同國家的隊伍, 在2003年10月5日和10月12日進行比賽, 四隊參賽隊伍包括香港(港星煙火製作有限公司)、意大利(Panzera S.a.s di Francesco Bauducco & C)、美國(Infinity Visions Inc.)及日本(株式会社 丸玉屋), 最終由意大利隊奪得第一名

### 2004年
2004年的國慶煙花匯演名為「55周年國慶煙花匯演」，於2004年10月1日(星期五)香港時間20:00於維多利亞港舉行，由香港中華總商會贊助，耗資400萬港元。是次煙花匯演由4艘躉船發放28300枚煙花，共分10幕，歷時23分鐘。
| 幕次                | 背景音樂             |
| 第 1 幕：愛我中華   | 紅旗頌               |
| 第 2 幕：喜迎國慶   | 節日序曲             |
| 第 3 幕：未來主人翁 | 兒童                 |
| 第 4 幕：繼續微笑   | 繼續微笑             |
| 第 5 幕：奮勇向前   | 長城3不到長城非好漢  |
| 第 6 幕：圓我中國夢 | 中國夢之長江三峽     |
| 第 7 幕：CPEA新思路 | 絲綢之路             |
| 第 8 幕：東方之珠   | 自由                 |
| 第 9 幕：龍的傳人   | 臥虎藏龍歌曲月光愛人 |
| 第 10 幕：歌唱祖國  | 歌唱祖國             |

### 2005年
2005年的國慶煙花匯演以「邁向和諧新里程」為題，於2005年10月1日(星期六)香港時間21:00於維多利亞港舉行。是次煙花匯演由香港潮屬社團總會贊助，由2艘躉船和8艘浮船發放30000枚煙花彈，共分12幕，歷時23分鐘。
| 幕次               | 背景音樂                  |
| 第 1 幕：同舟共濟  | 拋網捕魚                  |
| 第 2 幕：河山煥彩  | 黃河協奏曲                |
| 第 3 幕：祥龍崛起  | 龍的傳人                  |
| 第 4 幕：華夏之光  | 中國人                    |
| 第 5 幕：躍馬香江  | William Tell Overture     |
| 第 6 幕：團結和諧  | Lullaby                   |
| 第 7 幕：福為民開  | When you wish upon a Star |
| 第 8 幕：花好月圓  | 茉莉花                    |
| 第 9 幕：同一夢想  | 我們的夢                  |
| 第 10 幕：活力之都 | Handel's Sarabande        |
| 第 11 幕：繼往開來 | 長江之歌                  |
| 第 12 幕：愛我中華 | 歌唱祖國                  |

點我觀看煙花匯演 （页面存档备份，存于）

### 2006年
2006年的國慶煙花匯演以「盛世中國慶華誕　璀璨煙花耀香江」為題，於2006年10月1日(星期日)香港時間晚上9時15分於維多利亞港上空舉行。是次煙花匯演由觀瀾湖高爾夫球會贊助，耗資超過400萬港元，並由3艘躉船發放共23,888枚煙花，共分10幕，歷時23分18秒。
| 幕次                                                           | 時間              | 內容介紹 |
| 第 1 幕：歌唱祖國 配樂：歌唱祖國 原唱：東方紅合唱團            | 21:15:00-21:18:02 | 熾熱的「大紅花帶綠芯」及「紅色五角星」組成今年國慶煙花匯演的序幕。「紅色五角星」代表着中國，亦代表着中國人民的大團結，歌頌對祖國的熱愛及人民的自豪。「紫荊花」則代表着香港。在大紅大紫的「菊花」襯托下，一片祥和聲裏，彩色的「旋龍」在半空中躍動。第一幕亦夾雜着「禮炮」，見證着人民熱愛生命的迴響。                                                     |
| 第 2 幕：今日是你的生日 我的中國 配樂：今日是你的生日 我的中國 | 21:18:02-21:19:50 | 國慶是一個國家的誕生，就如同我們每年都會慶祝生日一樣。今年在維港近100米上空加插了紅色、金色和綠色的「彗星」以及紅綠乍現的「燭光」來慶祝國慶，就像在維港插上生日燭光，全港市民一同見證，一同許願。祝願我國人民無懼風雨，勇敢面對一切挑戰，同心協力，在七彩繽紛的煙花下，共同迎接、擁抱祖國給我們的祝福。                                                  |
| 第 3 幕：東方之珠 配樂：東方之珠 原唱：群星                    | 21:19:50-21:22:32 | 第三幕象徵着東方的巨龍在懷抱裡有一顆光芒萬丈的明珠一樣，七彩的光芒在維港綻放：橙色、金色、綠色、藍色及紫色的「柱型花束」在低空中發放光芒，高空中襯托着「半紅半綠」及「半紅半紫」的「牡丹」互相輝映。令人聯想到香港今日是一個國際金融大都會的確經過許多的艱辛和挑戰，昔日只是一個小小的漁港，在大家群策群力下，已經成為中國大家庭中的一顆閃亮明珠。       |
| 第 4 幕：奧運北京 配樂：奧運北京 原唱：香港群星                | 21:22:32-21:24:52 | 2008年奧運會在中國北京舉行，馬術項目則在香港舉行，中港一家親，同一個天空下我們同一個世界有着同一個夢想。香港同心喜迎奧運，奧林匹克環象徵着五大洲的友誼及團結。第四幕以不同造型的環標誌着世界大同，計有「五色環」、「綠色單色環」、「五色土星環」、「環帶穿梭」、「拉手環」、「環帶五角星」、全新的「銀旋環帶芯」及「土星五層環」。                       |
| 第 5 幕：奧運馬術在香港-馬到功成 配樂：William Tell Overture   | 21:24:52-21:26:55 | 奧運馬術項目在香港舉行是香港人的光榮，馬術比賽自古分成三項：第一項是「盛裝舞步賽」，就如在高空中舞動的「銀馬尾」般，與低空的「五波小銀尾」互相輝映。第二項是「越野耐力賽」，就如天空中的蜘蛛網形煙花，加上「躍馬奔騰星」更令比賽有聲有色。第三項則是「超越障礙賽」，就是一個一個在海面上的「琥珀彗星」，就像高欄一樣讓駿馬風馳飛奔。                     |
| 第 6 幕：站在高崗上觀聖火 配樂：站在高崗上 原唱：張惠妹        | 21:26:55-21:28:50 | 第六幕祝願奧運聖火經港、澳、台傳遍中國。站得越高，看得越遠。當火炬傳抵各地的時候，各地同胞載歌載舞迎聖火，站在高崗上觀賞聖火的來臨。全新的效果「五色鐵樹」象徵所有人民都是堅硬如鋼，另外「鬱金香」造型的煙花比喻中華民族大家庭是不分種族，一起同心協力，共享繁榮。                                                                                       |
| 第 7 幕：祝願祖國昌盛 配樂：祈禱 原唱：王傑、王韻嬋            | 21:28:50-21:30:32 | 家庭是生命的泉源，有家人的愛戴及支持，做甚麼也事半功倍。就像天空中的「水鑽」般耀眼，也像小朋友在嬉戲般，七彩飛舞的「蝴蝶」一樣。第七幕象徵着我們手牽手將希望的鐘敲響，虔誠祈禱，祈求世界和平，令世界充滿愛。也祝願每個家庭幸福，構建和諧社會。祝願祖國昌盛，國泰民安。煙花更在水面展現「水中芭蕾」的效果。煙花降落水面後，在水中旋轉，幻化成優美的舞姿。 |
| 第 8 幕：愛在香港 配樂：愛在香港 原唱：容祖兒、陳奕迅          | 21:30:32-21:33:09 | 香港發展至今已經是一個自由、繁榮及和諧的國際大都市，大家都會認同。而自強不息的香港人，努力拼搏，絕不會向逆境低頭。紅心形、黃心形以及雙紅、黃、綠心形煙花，更加增添愛在香港的濃情，璀璨的煙花光芒，令香港更加可愛。 |
| 第 9 幕：中國的驕傲 配樂：我的驕傲 原唱：容祖兒                | 21:33:09-21:36:12 | 香港人除了為本身優越的成就感到自豪之外，亦都為大家同樣有着赤子之心及飛躍中的中國日益壯大而感到驕傲。在天空中閃閃生光的銀、紅、綠、黃、橙、青煙花就像一個心一樣，全因為有大家的擁戴，才能散發七彩奪目亮麗鑽石般的色彩。 |
| 第 10 幕：心連心的中國人 配樂：中國人 原唱：劉德華             | 21:36:12-21:38:18 | 銀色「巨龍」在彩色的「菊花」叢裡翻騰。中國人手牽着手，心連着心。煙花的響聲就好像整齊的腳步聲，在紅、紫、黃、藍及青綠的「牡丹花」盛開的時候，昂首闊步般走向新時代。「錦冠帶紅閃」就像為這個晚會加冕一樣，到了這一刻，煙花匯演步入高潮，最後在二百多發「鈦雷禮炮」中圓滿結束。                                                                             |

### 2007年
2007年的國慶煙花匯演以「回歸十載賀國慶　香江幻彩迎奧運」為題，於2007年10月1日(星期一)香港時間晚上9時15分，於維多利亞港上空舉行。是次煙花匯演由香港潮州商會及達成集團贊助逾400萬港元，煙花匯演分成10幕，由3艘躉船發放超過23,000枚煙花彈，歷時23分26秒。
是次煙花匯演共分成10幕，10幕煙花分別命名為：
| 幕次                                                     | 時間              | 內容介紹 | 附註               |
| 第一幕：喜氣洋洋 配樂：喜樂登樓                          | 21:15:00-21:16:25 | 煙花匯演在一片熱鬧的「哨音」及「禮炮」聲中展開序幕。背景音樂《喜樂登樓》，就如其名般充滿著喜悅的氣氛。頌揚中國國慶是普世歡騰的事。 |                    |
| 第二幕：創造奇蹟 配樂：Mythodea                          | 21:16:26-21:18:52 | 香港人是奇蹟的創造者，具有不屈不朽的精神，為香港帶來希望。「特級炸響」及「中國巨響」煙花，比喻大家豪情向前。 |                    |
| 第三幕：歌舞昇平 配樂：香格里拉                          | 21:18:53-21:20:49 | 中國地大脈搏，人才鼎盛。夜空中，優美的旋律再配以「大棕櫚」及嶄新的「八片大花」煙花，在空中綻放，出現一轉又一轉的「風車」圖案，緩緩散落海上，如此勝景，盡是詩情畫意。                                                                   |                    |
| 第四幕：勢如破竹(正義必勝) 配樂：Harry's Wonderous World | 21:20:50-21:23:59 | 「閃爍傘燈」煙花，在夜空中猶如一顆顆純淨的童心，故事的主角，額角有一道疤痕，當遇見惡魔時，疤痕閃出一道光，邪魔便消散。夜空在緊湊的音樂中閃出一道「紅色的疤痕」，一切烏雲驟散，重見青天。                                               |                    |
| 第五幕：錦繡繁華 配樂：空から降ってきた少女              | 21:24:00-21:26:28 | 香港特區成立十周年，百業興旺。繽紛的煙花在天空中爭妍鬥麗，「錦冠大菊花」、「椰芯牡丹」、「金色光攜帶」及「金錢滿地」煙花，在高空中建立一片繁華興旺的景象。                                                                             | 本樂曲來自天空之城 |
| 第六幕：奧運精神 配樂：Nessun Dorma 原唱：巴伐洛堤       | 21:26:29-21:29:26 | 天際中散發著「七彩特大閃爍」煙花，水面則打出特別的「水中煙花」。五光十色，嘆為觀止，顯示萬眾一心，團結就是力量。而背景音樂《Nessun Dorma》亦曾於1990年世界杯足球賽及2000年冬季奧運會時被採用。                                         |                    |
| 第七幕：先拔頭籌 配樂：Everyone is No.1 原唱：劉德華     | 21:29:27-21:32:12 | 「紅、金子母彈」煙花盛放，加上彩色飄絮，就像運動場內的五彩碎紙飄蕩半空。比喻付出最大的努力，已是勝利！無論成敗，只要盡力，就必定能在歡呼聲中得到讚賞。                                                                                 |                    |
| 第八幕：蓄勢待發 配樂：We Are Ready 原唱：群星           | 21:32:13-21:35:08 | 2008年北京奧運如箭在弦，市民及健兒都蓄勢待發，迎接這項盛事。「銀冠」煙花在天空中爆發，「08」這兩個字劃破長空，象徵眾人已準備一切，期待盛事來臨。                                                                                       |                    |
| 第九幕：回歸10載 配樂：始終有你 原唱：群星               | 21:35:09-21:37:00 | 是年為香港特區成立十周年，回望過去風浪，高低起跌，也從未放棄；勇於積極面對，不怨天尤人。「10」這個字，是年對香港別具意義。緊隨這三個一組造型「10」字，空中更大量出現「彩色子母彈」煙花，象徵中港兩地的重要關係及香港人團結一致的力量。 |                    |
| 第十幕：我愛祖國 配樂：歌唱祖國                          | 21:37:01-21:38:26 | 在慷慨激昂的樂聲中，歌頌祖國。「哨音禮花」及一浪接一浪的「鈦雷」煙花作為結尾，刺激觀眾的視聽神經，留下難忘的體驗，祝福各家庭幸福美滿，與中國一同共創佳績，再創奇蹟。                                                                   |                    |

### 2008年
2008年的國慶煙花匯演以「五環揚威賀國慶　卅載改革耀中華」為題，於2008年10月1日(星期三)香港時間21:00於維多利亞港舉行。是次煙花匯演由香港同胞慶祝中華人民共和國成立五十七周年籌備委員會贊助，耗資約4百萬港元，歷時23分14秒，由3艘躉船發放23,888枚煙花，共分8幕，分別命名為：
| 幕次                                                                          | 時間              | 內容介紹 |
| 第 1 幕：日出東方 配樂：紅旗頌 （中樂歌曲）                                   | 21:00:00-21:03:35 | 59年前，新中國如一輪紅日在東方昇起，光耀祖國大地，福被華夏故園。今年是中華人民共和國第59週年國慶，在天空中綻放出紅色及黃色的「中国心」，代表著黃皮膚內擁有赤誠的心。隨即一個又一個代表我國的「五角紅星」打開。璀璨奪目的色彩連接著一併發出光芒萬丈。               |
| 第 2 幕：卅載輝煌 配樂：巨人的足跡 演奏者：Maksim                             | 21:03:40-21:06:51 | 五千年歷史的古國，經歷過千錘百鍊才走到今天。尤其是近三十年的改革開放，使中國根基更為堅實，中國正一步一腳印地走向繁榮富強。 巨人的「腳印」這一幕由奧運會開幕延續到這裡，震撼著每一顆赤子之心。                                                                      |
| 第 3 幕：中華盛世 配樂：晚會 （中樂歌曲）                                     | 21:06:56-21:09:06 | 藉此國慶之夜，大家都聚首一堂慶祝中國和平崛起，中華盛世到來。「哨音帶小花」和「彩紫帶紅花」在維多利亞港高空展現出花枝招展的形態。繽紛的「大麗花」和「引光菊」希望把每一個嘉賓的臉龐都填滿幸福的色彩。                                                               |
| 第 4 幕：眾志成城 配樂：全力以赴 演奏者：陳美(Vanessa-Mae)                    | 21:09:11-21:11:46 | 前進路上總有崎嶇曲折，勇敢的中國人民眾志成城，不屈不撓，全力以赴把一切艱難險阻排除，包括雪災、地震等自然災害。爆發力強的「拉手煙花」最能展示我們最強的一面，在星空中綻放異彩。而「彩色子母彈」就如中國的優良傳統，代代相傳，前仆後繼，戰勝困難。                   |
| 第 5 幕：祥雲飄逸 配樂：点燃激情 传递梦想 原唱：王力宏、孫燕姿、 汪峰、張靚穎 | 21:11:51-21:14:18 | 一幕又一幕中國健將奪魁的情景仍然歷歷在目。在家門口舉辦奧運而又能揚威世界成為全城佳話。高空中打出奧運吉祥標誌「祥雲」，「錦冠帶閃」為運動員加冕，讚揚中國奪得金牌數量之冠。讓我們繼續點燃激情，把「同一個世界、同一個夢想」傳遞到世界各地。                         |
| 第 6 幕：百年夢圓 配樂：我和你 原唱：劉歡、 莎拉·布萊曼                       | 21:14:23-21:18:22 | 歌詞：「我和你，在一起，同住地球村」。無分國界、種族；天空中打出紅、金、橙、綠、銀大閃爍效果展示世界多姿多彩，百花齊放；繼續閃耀著整個北京。中國出色地舉辦了被譽為史上最成功的奧運會，圓了我和你的百年夢想。                                                       |
| 第 7 幕：祖國長春 配樂：歌唱祖国 （中樂歌曲）                                 | 21:18:27-21:21:39 | 音樂逐漸強勁。煙花的種類越來越多，「銀旋花」雀躍的轉動，「彩色菊帶芯」和「金色光帶」爭妍鬥麗。中國繁花似錦、萬紫千紅，人們正引吭高歌，祝願中國萬古長春，人民生活幸福愉快！                                                                                         |
| 第 8 幕：明珠璀璨 配樂：新領域 演奏者：金培達                                 | 21:21:44-21:23:14 | 90秒不間斷的變色銀幕，刺激著觀眾的視覺神經。「半紅半紫」、「金錢滿地」、「浮游閃星」和高密度的「錦冠」。高速的發放，如同中國神舟飛船正遨遊太空，中國航天科技等尖端科技大放異彩，跨進一個新領域。香港這顆「東方之珠」在中國改革開放的春光沐浴下，也將更加璀璨奪目。 |

### 2009年
2009年10月1日(星期四)晚上8時至8時23分，於維多利亞港上空，將會發舉行耗資600萬港元，共九幕，由香港中華總商會獨家贊助的「60周年國慶煙花匯演」。今次煙花匯演由排在灣仔及尖沙咀對開的四艘躉船發放31888枚煙花，每艘躉船相隔距離為175米。本次煙花匯演分幕名稱及背景音樂資料內容如下：
| 幕次                                                      | 時間              | 內容介紹 |
| 第 1 幕：喜迎國慶 背景音樂：Festive Gala                  | 20:00:00-20:01:37 | 為建國60周年慶典準備的大銀閃稻穗煙花在迷人的維多利亞港發放，伴隨五光十色的大閃爍煙花左右揮舞，寓意各族人民齊來祝賀祖國甲子大壽。                                                           |
| 第 2 幕：中國驕傲 背景音樂：中國人 主唱：劉德華           | 20:01:42-20:05:25 | 中國人這三個字代表著刻苦、有毅力，堅持夢想。我國人才輩出，在世界不同領域光芒四射。此刻維港上空盛放大禮花、鐵樹和富貴菊的燦爛煙花，象徵全球華人的成就大放異彩。                             |
| 第 3 幕：盛放蓮花 背景音樂：蓮花                          | 20:05:30-20:08:02 | 蓮花出於污泥而不染，就如中國人一向崇尚的君子美德。朵朵萬千姿態的蓮花如出水芙蓉，在高空綻放，映襯中華民族酷愛和平友愛的情操。                                                               |
| 第 4 幕：東方之珠 背景音樂：東方之珠 主唱：群星           | 20:08:07-20:12:06 | 「東方之珠」是香港的美譽。煙花由低空中發放出大紅大紫的燭光，如潮湧的七彩五片花及大菊花煙花在維港夜空密集發放，伴隨輕快的音樂，象徵香港這顆「東方之珠」更璀璨奪目，更令人景仰。             |
| 第 5 幕：祖國昌盛 背景音樂：絲綢之路                      | 20:12:11-20:13:45 | 絲綢之路打開中國對外貿易的大門，勤勉的中國人憑著雙腳走出一片新天。空中展現如瀑布般的紅、綠、金、銀色煙花，為祖國的繁榮富庶歡呼喝采。                                                       |
| 第 6 幕：再攀高峰 背景音樂：Morning Fog's Wave            | 20:13:50-20:15:16 | 中國人經歷重重艱辛，憑著堅定信念創出驕人成就。在七色大閃爍煙花的引領下，花冠和錦冠大黃菊煙花從高空競相湧現，寓意中華兒女團結奮鬥，再攀高峰。                                               |
| 第 7 幕：香港精神 背景音樂：愛在香港 主唱：容祖兒、陳奕迅 | 20:15:21-20:17:03 | 香港人永不言敗、充滿拼勁，總以微笑面對挑戰。此刻高空中徐徐降下紅燈籠煙花，緊隨是燦爛的笑臉和心型煙花，配以花冠和城星煙花閃爍不停，象徵樂觀進取的香港精神。                                 |
| 第 8 幕：鼓舞人心 背景音樂：黃河協奏曲 (中樂歌曲)         | 20:17:08-20:19:58 | 黃河是孕育中華文明的搖籃，澎湃的河水鼓舞人心。壯闊的銀波煙花在夜空滔滔不絕，與時雨錦冠煙花互相輝映，滿載炎黃子孫對中華大地的無限祝福。                                                     |
| 第 9 幕：歌唱祖國 背景音樂：歌唱祖國                      | 20:20:03-20:23:00 | 在慷慨激昂的歌聲中，維港上空打出共60次大紅「中国六十」字樣煙花，緊接是長達60秒，五光十色的煙花和禮炮密集發放，將匯演推向高潮。香港中華總商會和全港市民一同歌唱祖國，祝願祖國繼續繁榮昌盛。 |

本年度的煙花直播與過往不同，由於無綫電視翡翠台需直播《首都國慶文藝晚會》，故是次煙花匯演直播改於明珠台及亞洲電視本港台播出。

### 2010年
2010年的國慶煙花匯演以「千紅萬紫賀國慶，璀璨煙花耀香江」為題，於2010年10月1日(星期五)香港時間晚上9時於維多利亞港上空舉行。是次煙花匯演由香港九龍潮州公會及馬鴻銘贊助，耗資約350萬港元，並由3艘躉船發放共23,800多枚煙花彈，共分9幕，歷時23分17秒。各幕煙花內容如下：
| 幕次 | 時間              | 內容介紹 |
| 第 1 幕：萬眾同心 配樂：紅旗頌 演繹：香港小交響樂團                                                            | 21:00:00-21:03:35 | 「紅太陽」、「紅色五角星」、「紫荊花」綻放於維多利亞港上空。百花齊放，「紫紅色、紫色和淺紫色的牽牛花」配襯著迷人的夜景，無人能抗拒這大都市懾人的魅力。雄偉的歌聲在第一幕已振奮兩岸觀眾的心靈，萬眾同心慶祝中國國慶。                                                                     |
| 第 2 幕：團結力量 配樂：我來自潮州 主唱：葉振棠                                                                | 21:03:38-21:05:22 | 煙花從下到上打出各式的「網狀紅綠拉手」煙花。「環形炸裂芯拉手」、「銀旋風帶紅拉手變金芯」均象徵這民族人民的優點--團結就是力量。論到勤快、齊心、吃得苦，潮州人必定上榜。憑著這一點，大家必能共同渡過人生的高與低。                                                                         |
| 第 3 幕：環保香港 配樂：無限之城 （上海世博會香港館主題曲） 主唱：張學友、謝安琪、 張敬軒、孫耀威、麥家瑜、Mr. | 21:05:25-21:07:53 | 上海世博會的香港館展示出如何用有限的土地資源為市民提供優質城市生活，這充分突顯了可持續都市化的成就。「綠閃爍」徐徐飄逸，帶著「綠拉手」、「綠蝴蝶」及「綠碧波」象徵著綠色香港，並標示香港對推動環保的積極性。由此可見香港有無限的發展潛力。                                               |
| 第 4 幕：生機處處 配樂：對花交響樂（金色慶典） 演繹：中央樂團                                                  | 21:07:56-21:10:08 | 秋高氣爽，怡人的季節。秋風送爽，七彩的花朵開遍大地。「金色錦冠」、「金色光帶」、「紫黃混合」、「半紅半綠」的菊花、「紫光帶變藍櫻花」。意味著花開處處，生機勃勃。 |
| 第 5 幕：大同世界 配樂：Passion 主唱：莎拉·布萊曼、Fernando Lima                                               | 21:10:11-21:13:45 | 浪漫的愛情隨著情歌牽動兩岸觀眾的情緒。純潔的愛情如星星的眼睛，皎潔明亮。「銀閃」、「綠閃」、「紅閃」、「金閃」、「清草綠閃」及「橙閃」像愛情不分種族疆界。在大同的世界裡，和諧共融，歡欣滿溢。                                                                                           |
| 第 6 幕：濃情厚意 配樂：費加夢的婚禮交響樂（莫扎特作品）                                                       | 21:13:48-21:15:54 | 婚慶是人生的一個高潮。璀璨的「銀旋風帶炸裂」、「大麗花帶拉手芯」、「禮炮」躍現上空，上空打出「雙環」喻意兩手緊扣；天上更灑遍「彩色游星」，像祝福的綿綿細雨為這個喜宴加冕。 |
| 第 7 幕：天長地久 配樂：愛你一萬年 主唱：劉德華                                                                | 21:15:57-21:18:44 | 真摯，永恆的愛。親人的愛，情人的愛，友情的愛都能不受時光的界限，可以跨越一萬年。在高空會打出「１♥♥♥♥」形態的煙花，代表數字「10000」，歌頌各種的愛。「旋花帶芯」漫天飛舞，在結束這一幕之前打出九次「１♥♥♥♥」。比喻愛情歷久常新，天長地久。                                                |
| 第 8 幕：亞運報捷 配樂：祖國兒女 主唱：容祖兒                                                                  | 21:18:47-21:21:01 | 一首振奮人心的歌曲與「土星環」及「彩色花冠」在維港上空加冕，為小高潮作出序幕。10秒不停燃放的「錦冠帶彩色閃星」為2010亞運會倒數，祝願中國運動員在廣州亞運會奪得佳績！ |
| 第 9 幕：國運昌隆 配樂：節日序曲 演繹：香港小交響樂團                                                          | 21:21:04-21:23:17 | 煙花匯演在此時到了最高沸點，一系列的「禮炮」及「哨響」為國慶祈福，慶賀中國61週年國慶。隨之打出的「金、紅、綠」的煙花幕牆，比喻金色的經濟、紅色的國旗和綠色的中國，正一步一步穩健的進入世界的舞台，舉足輕重。最後60秒以大密度發放「錦冠帶遊蹤帶五片花」，祝賀中國國運昌隆，人民生活富足！ |

### 2011年
2011年的國慶煙花匯演名為「香港福建社團聯會慶祝中華人民共和國成立六十二周年煙花匯演」，並以「華夏齊心賀國慶」為題，於2011年10月1日(星期六)香港時間晚上9時於維多利亞港上空舉行。是次煙花匯演由香港福建社團聯會有限公司贊助，耗資800萬港元，並由4艘躉船發放共31888枚煙花，共分9幕，歷時23分03秒。各幕煙花內容如下：
| 幕次              | 背景音樂                           | 音樂表演者    | 時間              | 內容介紹 |
| 第 1 幕：喜迎國慶 | 歌唱祖國                           |               | 21:00:00-21:02:13 | 隨着十聲倒數，維多利亞港夜空展現一張張的「笑臉」，紅紅的水波一層層地簇擁着二十組紅色「中國十一」，七百萬港人共同慶祝祖國的生日。這一幕煙花以大紅為主，「時雨游蹤帶閃」作結尾。                                                                                                 |
| 第 2 幕：弘揚國粹 | Handel's Music for Royal Fireworks | 女子十二樂坊  | 21:02:17-21:04:22 | 中國四大發明之一—火藥，今日已演變成為用於節日慶典的煙花。美麗的「蒲公英帶紅」、「紫炸裂」象徵着我國藝術創造的悠久歷史。璀璨煙花在高空中展示「銀棕櫚」，把整個維多利亞港上空畫上斑斕的色彩。                                                                                    |
| 第 3 幕：動感都市 | Palladio                           | Escala        | 21:04:26-21:07:14 | 在小提琴的弦樂伴奏下，「燭光煙花」在水面徐徐升起，猶如把東方之珠的美景一一展現在眼前。「銀錦冠」、「兩層櫻花片片」、「綠穿梭帶芯」及「紅游星帶芯」如同香港城市建築的多元化設計，美侖美奐。                                                                                     |
| 第 4 幕：薪火相傳 | Senorita                           | BOND          | 21:07:18-21:09:16 | 大自然的力量往往令人震撼。閃電般的「銀拉手燭火」，加上如同風雨的「炸裂游星」、「紅綠飄游」及「紫花雨」，但在風雨中仍有美麗的「蝴蝶」翩翩起舞。這幕煙花寓意在大自然的定律下，無論風雨再大也有美好的事物，代代相傳。                                                             |
| 第 5 幕：愛拼敢贏 | 愛拼才會贏                         | 葉啟田        | 21:09:20-21:11:49 | 福建人是香港的一個大社群，愛家庭、愛團結，相信愛拼才會贏。「子母拉手」、「紅綠拉手」，加上象徵集腋成裘的「千個紅」和「千個金穗」，彰顯福建人的特點—團結就是力量。 |
| 第 6 幕：自強自立 | 我的驕傲                           | 容祖兒        | 21:11:53-21:14:54 | 當一閃一閃的「金柳」映射在迷人的維多利亞港上空，「紅、綠、銀閃菊」交叉重疊展現，良辰美景讓人放下都市的煩囂，享受國家富強，香港繁榮穩定帶來的纍纍碩果。 |
| 第 7 幕：和諧亨通 | Handel's Sarabande                 | Maksim Mrvica | 21:14:58-21:17:16 | 香港是多元文化社會。四色煙花大以「大麗花帶芯」及「五片花帶芯」配搭，象徵着香港不同的文化階層都能求同存異，和諧共處，並且發光發熱。 |
| 第 8 幕：川流不息 | The Storm                          | Yanni         | 21:17:20-21:20:13 | 香港作為國際金融中心，機遇處處，緊湊的音樂節奏就如香港的金融市場。「游星」左右高低浮動，閃爍艷麗的「大閃富貴花」作結尾。意味着大眾只要沉着努力應戰，機會就在眼前。 |
| 第 9 幕：再創輝煌 | 黃河協奏曲                         | 中國愛樂樂團  | 21:20:17-21:23:03 | 黃河是炎黃子孫的發源地，「大禮炮響」如黃河般澎湃。「旋龍」煙花不停跳躍，「紅大麗花帶銀芯」花團錦簇，寓意龍的崛起令人民的生活更加富足和多姿多采。紅、黃、綠、紫波煙花連續五十二秒不停盛放，滙演的高潮以壯觀的「雷鳴大禮炮」完滿結束。祝願我國國運昌隆，社會和諧，人民安居樂業。 |

### 2012年

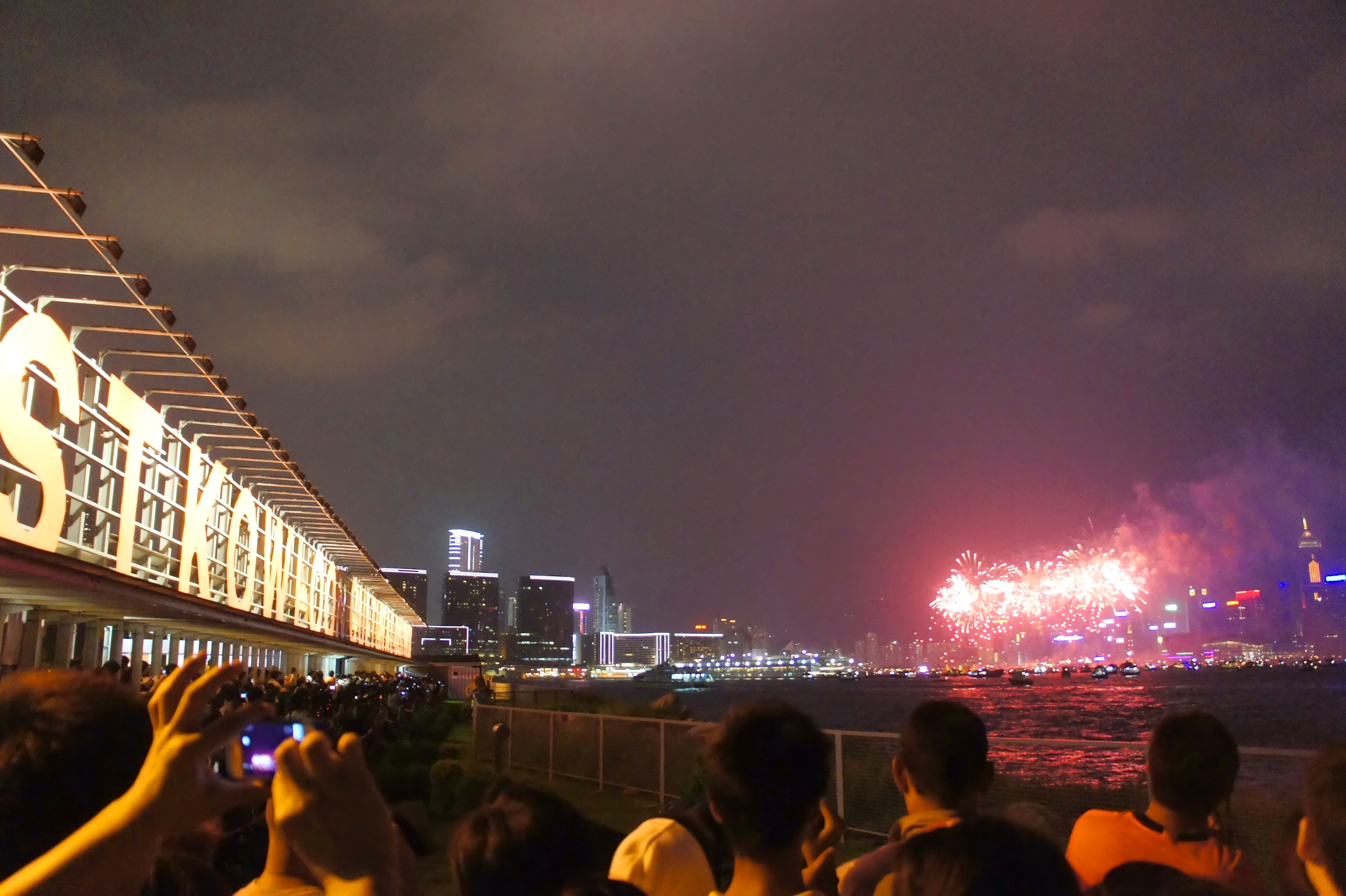
從西九龍海濱長廊向東眺望國慶煙花滙演

2012年的國慶煙花匯演名為「國慶六十三周年煙花匯演」，並以「人月團圓賀國慶」為題，於2012年10月1日（星期一）香港時間晚上9時於維多利亞港上空舉行。是次煙花匯演由香港广东各级政协委员联谊会贊助，耗資600萬港元，並由3艘躉船發放共23,888枚煙花，共分8幕，歷時23分鐘。
是次煙花匯演共吸引31萬5千人在維多利亞港兩岸觀賞，惟一艘由香港電燈公司接載員工及家屬觀賞煙花的渡輪「南丫四號」與港九小輪的「海泰號」相撞，釀成南丫島撞船事故，造成39人死亡，92人受傷。
| 幕次                                                   | 時間              | 內容介紹 |
| 第 1 幕：慶祝國慶 配樂：紅旗頌（中樂歌曲）             | 21:00:00-21:02:29 | 《紅旗頌》為國慶煙花滙演展開序幕，「炸裂」響徹雲霄，「銀燭光」在底部猶如一個銀盤。「金色五角星」及紅色的「中国」字型在高空盛放，務求兩岸觀眾都有機會看到，大會會向香港島及九龍各打出10次。「紅蝴蝶」、「金錢滿地」及「大閃爍」與樂曲一起奏出盛世的交響樂，「禮炮」隨即響起，振奮兩岸觀眾的心靈，萬眾同心慶祝63周年中國國慶。                     |
| 第 2 幕：愛的成長 配樂：You raise me up 原唱：Westlife | 21:02:33-21:05:00 | 「閃爍燭光」及「銀、紅、綠、橙、檸檬黃大閃爍」像在陽光普照的早上，一個健康的嬰孩誕生。孩兒呱呱落地，整個家庭滿載歡欣。「紅柳環」及「閃爍錦冠」就如父母的愛灑滿小孩，在無微不至的照料下，快樂地成長。 |
| 第 3 幕：活躍的生命力 配樂：壯志驕陽 原唱：張學友      | 21:05:04-21:08:00 | 清澀的少年漸漸成長﹐少年十五二十時，嚐著生命的甜與酸。這一幕以樹為中心，「十年樹木，百年樹人」，出現「銀色棕櫚樹」、「金色棕櫚樹」。當低空出現「彩色燭光」時，上空發放「旋龍」、「紫色花芯」及「鐵樹」，少年亦漸漸成長為一個有抱負而勇敢的人。                                                                                                   |
| 第 4 幕：充滿理想 配樂：紅日 原唱：李克勤              | 21:08:04-21:10:50 | 為前程努力，全情投入去實現理想。「紅色穿梭帶炸裂芯」像在努力中而繁忙的都市人。「檸檬黃及紅拉手」如社會中互相扶持的團隊，嚐到成功的「錦冠」、「花冠」及密集式的「柳樹」。青年正一步一步為社會發光發亮。 |
| 第 5 幕：對愛的期盼 配樂：天天月圓 原唱：陳思思        | 21:10:54-21:13:41 | 正值國慶、香港回歸15周年和中秋晚上，看着皎潔的月亮，對愛情充滿幻想及憧憬。這一幕的效果都是圓形的，高空中飄散着「紅、紫、藍、黃的禮花彈」、「錦冠雨花帶遊蹤」、「雙綠花瓣帶變色紫及紅花」。在月光下，隨着浪漫的音樂，與那個他/她共享温馨。 |
| 第 6 幕：愛的承諾 配樂：愛你一萬年 原唱：劉德華        | 21:13:45-21:16:55 | 踏入人生的另一階段，承諾對愛人相守一萬年的誓言。這是滙演的小高潮，「紅及綠的大閃爍柳」就如一對新人，在浪漫的夜空中漫步。當歌曲在主旋律「愛你一萬年」時，天空中打出10次紅色「１♥♥♥♥」，共打出兩段，這一切盡在不言中。尾段再打出「銀閃爍帶柳絮」就像婚禮中的散花，為一對戀人祝福。                                                                 |
| 第 7 幕：步入成功路 配樂：Victory 演奏：女子十二樂坊   | 21:16:59-21:19:43 | 時間巨輪不停地轉，品嚐到努力換取的果實，擁有明確的目標，「修身，齊家」逐漸步入成功道路。大型「紅及銀的子母檳榔樹」、「綠和藍散花」、「紅、綠和紫燭光」和「綠、藍、金及紫帶金拉手」象徵多姿多彩的人生。這一幕以「大團圓金色禮花彈」及「雷響」作結尾，意味着每一個在人生中曾出現過的人和事，都在心中留下烙印。                                     |
| 第 8 幕：國家 配樂：國家 原唱：成龍、劉媛媛            | 21:19:48-21:23:00 | 「國是榮譽的毅力，家是幸福的洋溢；國與家連在一起，創造地球的奇蹟」。國慶煙花滙演到了尾聲，大數量的「紅、綠燭光」、「彩色閃爍」就似是中國的多元民族。密集式的「金錢滿地」、「紫和銀引光」、「炸裂帶小花」、「超級炸裂」及至最後30秒高速、密集和震撼的「彩色花」及「禮炮」為63周年國慶煙花滙演作謝幕，並祝願我國安定繁榮，人民富強，香港和諧歡樂。 |

另外，亞洲電視本港台未有現場直播是次煙花匯演，只有無線電視翡翠台及高清翡翠台以免費電視頻道現場直播。

### 2013年和2014年（取消）
由於2012年10月1日香港慶祝中華人民共和國國慶煙花匯演當晚，在西博寮海峽發生南丫島撞船事故，造成39人死亡、92人受傷。香港行政長官在2013年4月30日宣佈取消國慶煙花匯演，以悼念此次事故。
2014年國慶煙花匯演名為「慶祝中華人民共和國成立六十五周年暨中國人民政治協商會議成立六十五周年煙花匯演」，是次煙花匯演是繼2013年10月1日悼念南丫島海難事故一週年而取消後，再次於10月1日慶祝中華人民共和國國慶復辦維港國慶煙花匯演，由香港友好協進會贊助，耗費600萬元，劃定全長23分半鐘，分9幕由3艘躉船發放23,888枚煙花，原定於2014年10月1日（星期三）香港時間晚上8時於維多利亞港上空舉行。不過鑑於雨傘運動發生，香港特區政府於9月29日宣佈2014年國慶煙花匯演取消。

### 2015年
2015年的國慶煙花匯演名為「慶祝中華人民共和國成立六十六周年國慶煙花匯演」，分9幕，歷時23分鐘，由3艘躉船發放23,888枚煙花彈，於2015年10月1日（星期四）香港時間晚上9時於維多利亞港上空舉行。匯演首次融入環保元素，以「環保先鋒創未來」煙花圖樣開場，隨後更首次融入「紫荊花」、「抗戰」、「2022年北京冬奧會」及「LOL」元素。是次煙花匯演由中滔環保集團有限公司及香港廣東社團總會聯合贊助，耗資800萬。亦是繼2012年南丫島撞船事故後首次復辦國慶煙花匯演。
| 幕次                                                  | 時間              | 內容介紹 |
| 第 1 幕：環保先鋒創未來 配樂：輝煌 演奏：女子十二樂坊 | 21:00:00-21:02:47 | 開首八秒煙花密集發放為慶祝中華人民共和國成立六十六周年國慶煙花匯演展開序幕。「綠環帶錦冠柳」、「土星環」、「立體環」等不同造型的環狀煙花在高空綻放，一張張代表父母和子女的「大笑臉」和「小笑臉」亦在夜空展現。第一幕帶出一個潮流的環保觀念，提示我們為下一代生活環境作好準備。                                           |
| 第 2 幕：同舟之情 配樂：同舟之情 原唱：張學友、陳奕迅 | 21:02:54-21:07:08 | 第二幕以紫色為主。「洋紫荊」、「紫牡丹」、「紫大麗花」等紫色煙花在高空盛放，煙花彈中閃爍的花芯代表香港人萬眾一心，同舟共濟，齊心努力為香港。 |
| 第 3 幕：和平 配樂：愛的音訊 原唱：關正傑             | 21:07:10-21:07:48 | 第三幕傳達的信息與背景音樂《愛的音訊》息息相關。「銀閃柳」閃耀整個維港，加上「紅心」的出現，寓意把愛傳遞至每一個角落。就如背景音樂《愛的音訊》所述，愛可以打破隔膜。 |
| 第 4 幕：北京冬奧2022 配樂：冰雪舞動 原唱：劉歡、譚晶 | 21:07:54-21:10:30 | 在2022年冬季奧林匹克運動會歌曲襯托下，夜空打出「冬奧五環」煙花圖案，以紅、黃、綠三種顏色呈現。冬季奧林匹克運動會將在漫天雪地的北京舉行，第四幕特別造出飄雪和飄葉的煙花效果，讓觀眾可以感受一下北京迷人的冬天。 |
| 第 5 幕：狂歡盡哮 配樂：Roar 原唱：Katy Perry         | 21:10:36-21:13:16 | 香港人就像背景音樂《Roar》所述，遇到任何困境都會愈戰愈強，成為皇者。在強勁的音樂伴隨下，「爆裂拉手」、「雙層紅綠響炮」等煙花表現出香港是一個很有活力的國際大都會，中西文化薈萃，有着濃厚的中國文化，亦有着西方的熱情。第五幕更發放「金椰爆裂帶櫻花」、「紅花雨」和「紫花雨」等煙花，百花齊放正好形容不同文化在香港發展。 |
| 第 6 幕：幻想 配樂：Imagine 原唱：John Lennon         | 21:13:22-21:15:16 | 《Imagine》這首跨越世紀的流行曲，講述一個沒有爭鬥的和諧世界，無分你我。紅、綠、金、銀、藍的「游星」好像帶領觀眾進入夢境一樣，前往完美的烏托邦，分享愛與和諧。 |
| 第 7 幕：東方之珠展魅力 配樂：Palladio 演奏：Escala   | 21:15:22-21:16:50 | 小提琴四重奏樂曲與煙花互相配合，煙花跟隨強勁節拍一枚一枚發放到半空。「變色雙托」、「彩色拉手」、「銀旋花」等煙花在空中舞動，使維多利亞港的景色增添美態。 |
| 第 8 幕：愛與笑 配樂：LOL 原唱：Twins                 | 21:16:56-21:20:34 | 「LOL」是「Laugh Out Loud」或「Lots Of Love」的英文縮寫，皆包含着愛與笑。第八幕是整個匯演最「紅」的一幕，維港上空打出「紅心」和「雙紅心」，在副歌的部分更會在上空打出二十四次「LOL」英文字樣。第八幕向觀眾發放很多正能量，人與人之間其實不分年齡、不分種族、不分國界，最重要充滿着無窮無盡的愛。                         |
| 第 9 幕：國家 配樂：國家 原唱：成龍、劉媛媛           | 21:20:39-21:23:25 | 二零一五年是中華人民共和國成立六十六周年，有曰：「三三不盡，六六無窮」，第九幕以無窮無盡，不同的尺寸、色彩、效果的煙花來響應主題。最後二十八秒皇冠形煙花高速發放，象徵着加冕。第九幕可以為繁忙的都市增添無限的色彩，讓我們可以共創更輝煌、更豐盛的未來。                                                                 |

#### 爭議
- 適逢抗戰勝利70周年，煙花匯演一度打算融入「抗戰」元素。第三幕「抗戰勝利70周年」，整幕只有36秒，首20秒維港兩岸將配合響起「警報」，發放「鈦雷」，模擬飛機在上空轟炸景象，唯被網民及媒體批評太恐怖。在一片爭議聲下，主辦單位宣布，第3幕煙花將主題由「抗戰勝利70周年」改為「和平」，背景音樂由戰爭警報轉為80年代老歌《愛的音訊》，又為事件引起爭議而致歉。[2]

- 表演過後維港上空留下一道濃厚煙霧帶，環保署在多區錄得空氣污染物濃度爆升。中環晚上7時空氣中的致癌物二氧化硫濃度原本只有每立方米8.2微克，但至晚上10時放煙花後急升近4倍至38.1微克；旺角同一時段更急升6倍。製作煙花的公司認為煙花影響輕微。[3]

### 2016年
2016年的國慶煙花匯演名為「慶祝中華人民共和國成立六十七週年國慶煙花匯演」，今年國慶煙花匯演共分八幕，歷時23分鐘02秒。2016年10月1日星期六晚上9時正，由3艘躉船共發放23888枚煙花。今次煙花由第一幕「黃河上游」及結尾「黃河下游」作首尾呼應，第五幕「火之舞」首次配合「旋龍」效果，煙花高速在空中旋轉起舞，第七幕「海之歌」首次呈現「藍水母」、「粉紅水母」、「游魚」等各種浮游生物圖案。是次煙花由海南省港區政協委員聯誼會有限公司斥資800萬港元贊助，八幕的主題及背景音樂如下：
| 幕次                                          | 時間              | 內容介紹 |
| 第 1 幕：黃河上游 配樂：黃河協奏曲（前部份）  | 21:00:00-21:03:12 | 黃河上游以著名的《黃河大合奏》及五秒澎湃煙花打響頭炮，配合金、銀色椰樹煙花綻放，將煙花覆蓋維港上空。                                                                                                 |
| 第 2 幕：獅子山下 配樂：獅子山下 原唱：羅文   | 21:03:17-21:05:37 | 發放金色蒲公英煙花造型，象徵互助互勉精神，寓意任何年代的香港都同處獅子山下，理想猶如錦冠一般宏闊。                                                                                                   |
| 第 3 幕：春之圓舞曲 配樂：春之圓舞曲          | 21:05:45-21:08:40 | 首現紫色配黃色的「四片花帶櫻花芯」圖案，象徵花開遍野，以呈現香港天然美麗的大自然景觀。 |
| 第 4 幕：功夫 配樂：電影《功夫》—闖將令       | 21:08:46-21:11:21 | 以20世紀60年代膾炙人口的功夫電影為題，做出「爆裂柳」、「霹靂錦冠大麗花」及「爆裂拉手」等效果，猶如風靡亞洲的功夫招式勁如風，快如閃電。                                                               |
| 第 5 幕：火之舞 配樂：火之舞                  | 21:11:29-21:14:53 | 配合「旋龍」效果，模仿滿族傳統舞蹈中在舞動中的火炬，將煙花高速在空中旋轉起舞，如一條活龍。 |
| 第 6 幕：我的驕傲 配樂：我的驕傲 原唱：容祖兒 | 21:14:59-21:17:17 | 以「檸檬閃耀」、「銀閃」、「金閃垂楊柳」等閃爍效果，引人遐想，希望令港人回想起生活中許多值得驕傲的小事物，或許是美味的蛋撻、香濃的港式奶茶……希望港人放慢腳步，學會欣賞香港，欣賞香港令人驕傲的特色。 |
| 第 7 幕：海之歌 配樂：Sea Song                | 21:17:23-21:20:11 | 第七幕為最有難度的一幕，首次營造3D立體水母和銀色浮游生物圖案，將海洋的氣氛帶到空中，首次呈現「藍水母」、「粉紅水母」、「游魚」等各種浮游生物圖案，顯示香港的多樣化海洋生態。                         |
| 第 8 幕：黃河下游 配樂：黃河協奏曲（尾部份）  | 21:20:18-21:23:02 | 以《黃河大合奏》結尾呼應，獻上紅菊花、紅壽桃等各種禮花和雷響，極密集式發放，如將黃河洶湧澎湃力量釋放。                                                                                               |

### 2017年
2017年10月1日（星期日）晚上9時正維港上空將會舉行「『全港工商賀國慶』維港煙花大匯演」，慶祝中華人民共和國成立六十八周年暨香港特別行政區成立二十周年。煙花匯演共分八幕，歷時23分鐘09秒，由全港各區工商聯有限公司斥資1300萬元贊助，由4艘躉船發放共31888枚煙花。以下是國慶煙花匯演8幕主題及內容介紹：
| 幕次                                                       | 時間              | 內容介紹 |
| 第 1 幕：啟航 背景音樂：City of Sails                      | 21:00:00-21:01:55 | 一開始10秒密集式的煙花於維多利亞港上空發放，為慶祝中華人民共和國成立68周年及香港回歸祖國20周年煙花匯演展開序幕。第一幕猶如大郵輪在香港維多利亞港啟航，在「金色馬尾草」及「湖水藍錦冠」乘風破浪下，「水花」四濺，把整個維多利亞港變成金黃色，氣勢磅礴。 |
| 第 2 幕：同舟之情 背景音樂：同舟之情 原唱：張學友、陳奕迅  | 21:02:01-21:04:41 | 「水母」和「小魚」在空中暢泳，也有美麗的「海葵」及各色「七彩浮游生物」在躍動，與我們一起探索水底世界的美輪美奐。香港擁有美麗的海港，所以必須做好保育，讓下一代看到這美麗海景。                                                                         |
| 第 3 幕：勝利雙手創 背景音樂：勝利雙手創 原唱：葉振棠      | 21:04:47-21:07:10 | 香港經歷過不少風浪，只要香港人團結一致，即使身處逆境，也猶如天空中的「漩渦大拉手」，散發著一股堅毅不屈的精神，定能創出自己的一片天。在海港中心的煙花躉船就像舉起雙手與兩岸觀眾「Hi-Five」，勝利雙手創。                                                |
| 第 4 幕：旅程 背景音樂：旅程 演奏：采風樂坊                | 21:07:16-21:10:19 | 第四幕是關於一個中秋佳節回家團圓的美麗旅程。高空中的「金色魔法圓球」像一輪明月照出明艷的光芒，而各種顏色的「圓球」煙花則象徵我國56個民族的各種服飾，七彩斑斕，在歡欣中慶祝中秋一樣。                                                                   |
| 第 5 幕：茉莉花 背景音樂：茉莉花 原唱：Celine Dion、宋祖英 | 21:10:25-21:13:19 | 第五幕為大家帶來美麗的「茉莉花」。一片美麗的「茉莉花」在高空中綻放，與「金絲柳」和「落葉」締造出一幅美麗的秋天景緻。 |
| 第 6 幕：愛在香港 背景音樂：愛在香港 原唱：容祖兒、李克勤  | 21:13:25-21:16:35 | 第六幕愛在香港。高空中會看見在香港首次發放的「立體心形」在跳動，以心連繫所有人，讓我們大家一起建設愛心滿載的香港。 |
| 第 7 幕：閃耀全城 背景音樂：Light Up The World 原唱：Glee  | 21:16:41-21:19:26 | 第七幕以「閃爍」煙花為主題。香港人擁有獅子山下精神，互相扶持，每人只要有一顆無私的善心，就會從心發出光芒，閃耀全城，以至整個世界。 |
| 第 8 幕：歡天喜地 背景音樂：Wonderland                     | 21:19:32-21:23:09 | 最後一幕以「超級禮炮」、「花瓣大花蕊」、「花冠拉手」及「大花蕊」大密度發放，天空上呈現多個生日蛋糕，為祖國華誕帶來祝賀及歡欣，在此祝願我國繁榮昌盛，香港人人笑口常開，充滿希望。                                                                       |

### 2018年

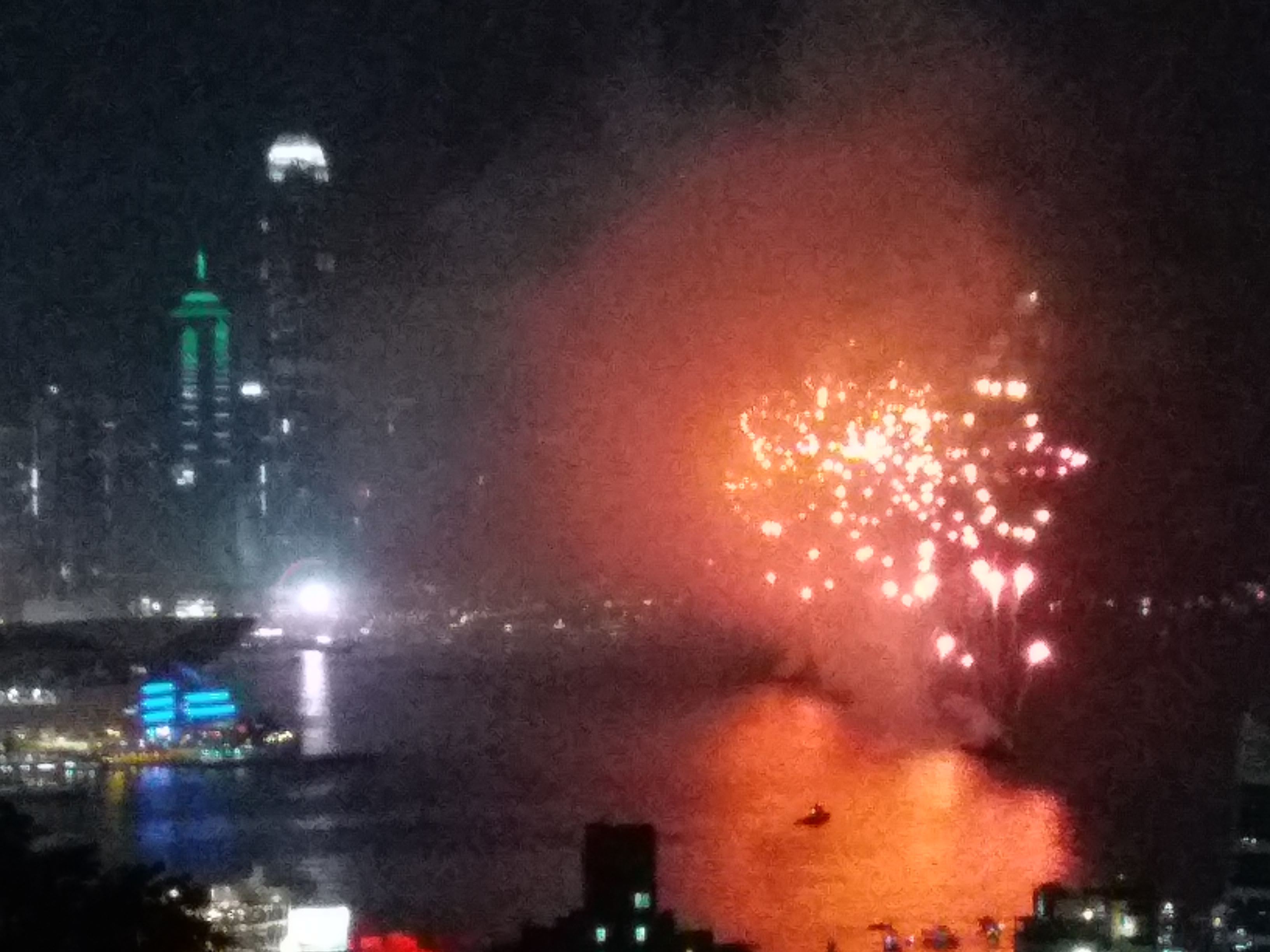
第七幕「紅日之火」的「立體環圖形」煙花現場實景（21時17分15秒）

2018年的國慶煙花匯演名為「信義玻璃三十載　璀璨煙花賀國慶暨改革開放四十周年維港煙花大匯演」，於2018年10月1日（星期一）香港時間晚上9時於維多利亞港上空舉行。是次煙花匯演由信義玻璃贊助，耗資約1000萬港元，並由4艘躉船發放共31,888枚煙花彈，共分8幕，歷時23分鐘。各幕煙花內容如下：
| 幕次                                                                                   | 時間              | 內容介紹 |
| 第 1 幕：黃河奔騰 背景音樂：黃河協奏曲 演奏：中國愛樂樂團                              | 21:00:00-21:03:32 | 首10秒以各式各樣的煙花密集燃放，為匯演打響頭炮。其後「金波紅」、「紅波帶黃游星」等煙花綻放，象徵中華民族，炎黃子孫自強不息，萬眾一心，力爭向上的精神。 |
| 第 2 幕：The Greatest Show 背景音樂：The Greatest Show 原唱：The Greatest Showman Cast | 21:03:40-21:06:44 | 第二幕選用英文歌曲襯托煙花圖案，展現香港中西合璧的文化特色，強勁的音樂節拍，一下子將整個現場氣氛變得更熾熱、更高漲。伴隨着節奏強勁的音樂，千變萬化的煙花不停綻放，從靜止到爆發只是一瞬間，音樂與煙花可以說是配合得天衣無縫，為大家帶來最好的視聽享受，果然就是一場精彩的「The Greatest Show」。 |
| 第 3 幕：繽紛人生 背景音樂：橙海 原唱：Supper Moment                                   | 21:06:52-21:09:32 | 色彩繽紛的圓球煙花將會佈滿整個維港夜空，象徵我們每個人都有着獨一無二的色彩。只要全力以赴，各展所長，就可以活出繽紛，精彩的人生。 |
| 第 4 幕：風光明媚 背景音樂：奔跑 原唱：羽泉、黃征                                      | 21:09:38-21:11:43 | 第四幕選用《奔跑》這首歌曲就是想鼓勵大家全力朝向夢想奔跑，「彩色花球」佈滿四周，「綠蝴蝶」、「黃蝴蝶」、「彩蜂」翩翩起舞，風光明媚，欣欣向榮。只要態度積極，奮勇向前，敢於接受挑戰，全力拼搏，就一定可以欣賞到美麗的風光。                                                                      |
| 第 5 幕：夢想光芒 背景音樂：我的夢 原唱：張靚穎                                        | 21:11:50-21:14:15 | 首次推出「圓球愛心笑臉」圖案，觀眾首先看到圓球煙花綻放，繼而看到隱藏在圓球內的「笑臉」及「心形」圖案，別具特色。第五幕告訴大家追尋夢想的道路上雖難免會遇到挫折，但只要不放棄，堅持到底，最後一定可以綻放出最閃亮奪目的笑臉與光芒。                                                              |
| 第 6 幕：龍騰虎躍 背景音樂：龍騰虎躍 演奏：上海樂團管弦樂隊                            | 21:14:22-21:16:41 | 各種「旋龍」圖案煙花不斷綻放，充滿動感，勁力四射，配以由上海樂團管弦樂隊演奏的《龍騰虎躍》，氣勢壯闊，虎虎生威，表現中華民族奮勇向前，努力開創更美好的明天。 |
| 第 7 幕：紅日之火 背景音樂：紅日 原唱：李克勤                                          | 21:16:48-21:19:43 | 第七幕以「紫土星帶銀環」等環狀煙花，比喻人生雖難免經歷低潮，但有着家人和朋友的扶持，使你不用孤身作戰，並給予你無限量的支持及力量。同心則事成，任何難關都可以衝破，凱旋而歸。 |
| 第 8 幕：再創輝煌 背景音樂：輝煌 演奏：女子十二樂坊                                    | 21:19:49-21:23:00 | 為了慶祝國家改革開放40周年，不同類型的「錦冠」煙花連環發放，璀璨奪目，耀目生輝，如同祖國各種發展百花齊放。最後30秒，煙花排山倒海發放，將現場氣氛推至最高峰，祝願國家未來可再創輝煌，香港百業興旺，安定繁榮。                                                                                    |

是次煙花匯演，除香港無線電視翡翠台播出外，ViuTV亦有以特備新聞節目形式播映由NowTV新聞部於尖沙咀文化中心所製作的現場直播節目並同步播映，但不設旁述。

### 2019年至2022年
2019年夏季，反對逃犯條例修訂草案運動升級，多處出現反政府衝突。9月6日，民政事務局局長劉江華提到未有打算取消10月1日國慶煙花匯演，又指匯演現階段仍在籌備當中，屆時會因應情況再公布。9月12日，《明報》引述消息透露，政府憂慮當天會有大批人潮聚集，擔心造成衝突事件，因此考慮取消十一國慶煙花匯演。
政界中人指，中華人民共和國國慶70周年是大日子，固然需要慶祝，但示威者很大機會於10月1日上街示威，如果當日仍然放煙花，恐怕會造成很大反差，因此以現時香港政治氣氛，實在不宜大事鋪張。
民主黨立法會議員林卓廷表示，目前社會氣氛不宜放煙花，因社會「很多傷痛未完」，放煙花與當下氣氛格格不入，又稱「10‧1」是敏感日子，相信屆時社會氣氛較緊張，有人聚集抗議放煙花風險亦不低。
行會成員兼新民黨主席葉劉淑儀亦稱，現時香港撕裂，放煙花期間不同政見市民或有人出言不遜，導致對罵、碰撞，故在目前環境，聚集多人看煙花會有危險。她又稱，今年是國慶70周年，特區政府亦有大觀禮團上京，「在北京慶祝最隆重」。
另一方面，鄰近香港的深圳市於2019年10月1日舉行2019年深圳焰火晚会。據了解，中國內地基於環保和安全考慮，多個城市已禁止燃放煙花爆竹，故深圳當局舉行焰火晚会乃為獲得特別批准，亦希望能吸引香港方面能隔海觀看。
2020年，因應新型冠狀病毒對全球及中國構成影響，以及香港在1年前發生反修例示威，港澳兩地相繼取消農曆新年賀歲煙花匯演，最後康文署於9月2日宣佈因應疫情取消該年的國慶煙花匯演。這是自1997年香港主權移交後第4次取消國慶煙花匯演。事實上，受疫情影響，原有較早前已經入標贊助的機構因未能籌集經費而退出資助。
而鄰近的澳門特別行政區政府旅遊局經已宣佈取消九月舉辦的澳門國際煙花音樂匯演，但是澳門旅遊局宣布將會在2020年10月1日（國慶日／中秋節）舉行澳門國慶煙花匯演。
2020年10月1日香港時間晚上八時，香港旅遊發展局舉辦國慶幻彩詠香江配有煙火效果取代國慶煙花匯演。
2021年10月1日及2022年10月1日的國慶煙花匯演，均因為香港受到2019冠狀病毒病香港疫情持續及限聚令等社交距離措施影響，皆被康樂及文化事務署宣佈取消。

### 2023年
2023年9月5日行政長官李家超在行政會議前表示，將會在10月1日國慶日晚上再次舉行國慶煙花匯演，是香港5年以來，再次舉行煙花匯演，會有一連串的慶祝及優惠活動。活動由香港電訊有限公司和富衛人壽保險（百慕達）有限公司聯合贊助，名為「2023年國慶煙花匯演」，主題為「富興百業賀國慶，盈聚慧城耀香江」。
「2023年國慶煙花匯演」在10月1日（星期日）晚上9時舉行，歷時23分鐘，由3艘躉船及6艘小浮船9個發放點，合共發放31,888枚煙花﹐整體預算開支約為1800萬元。
| 幕次                                                              | 時間              | 內容介紹 |
| 第1幕：煙花欣躍、齊賀國慶 背景音樂：世間始終你好 演奏：香港中樂團 | 21:00:00-21:01:16 | 大會在活動開始時，會先進行十秒的「開幕式大匯演」，利用密集地爆發的煙花，以刺激觀眾的感官神經。繽紛燦爛的煙花再次在維多利亞港上躍起，以熱烈慶賀中華人民共和國成立74周年。揭開序幕的煙花是象徵快樂與團圓的「紅心」圖案，配上花語代表生命和期待的「牡丹花」，祝願香港市民每天也如意美滿，並帶著熱情去開拓光明的未來。 |
| 第2幕：Hello Hong Kong，Happy Hong Kong 背景音樂：前 原唱：群星   | 21:01:20-21:04:57 | 第二幕煙花展現快樂笑臉，並有「洋紫荊」煙花在空中綻放，代表家在香港，對未來充滿美好憧憬，亦同時響應「香港夜繽紛」，期待市民和旅客一起參與一連串精彩活動，感受「Happy Hong Kong」！ |
| 第3幕：全力以赴、共創佳績 背景音樂：同愛同在 原唱：孫楠           | 21:05:00-21:08:20 | 國慶日適逢杭州亞運會進行得如火如荼之時，「紅色閃爍」煙花寓意運動員在比賽場上為目標努力，同時閃閃發光。而「金、銀、橙」三色的煙花，就好像金、銀、銅獎牌一樣，激勵運動健兒力爭佳績，為國為港爭光。 |
| 第4幕：大同世界、一起進步 背景音樂：Imagine 原唱：John Lennon     | 21:08:23-21:11:23 | 充滿色彩斑斕的「環形」煙花，鼓勵大家放眼世界，胸懷天下，一同齊心協力透過無限想像力與創造力，為人類謀進步，為世界謀大同。 |
| 第5幕：勇於夢想、精彩人生 背景音樂：Count On Me 原唱：Bruno Mars  | 21:11:26-21:14:40 | 「彩色繡球」煙花是首次在港展示，單一煙花爆發後，會呈現出環形、螺旋及冠環等多個造型。觀眾可以想像一下這些多樣化的特色煙花，是綉球花還是向日葵？還是雛菊或是蒲公英？大會希望透過這一幕煙花，提醒觀眾只要勇於夢想，放膽向前，就可以創造精彩人生。                                                                     |
| 第6幕：根在中國、同心同行 背景音樂：中國人 原唱：劉德華           | 21:14:43-21:17:06 | 「紅色五角星」被不同顏色組合的禮花彈伴著，突顯中華文明的多元一體、團結集中。寓意中國人不分你我，不受地域限制，携手並肩，發光發熱，一起邁步向前。 |
| 第7幕：積極創新、潛能無限 背景音樂：花花宇宙 原唱：陳慧琳         | 21:17:09-21:19:40 | 香港已經成為配備領先5G技術的智慧城市，電訊科技不斷提升本地的國際競爭力，亦令市民大眾生活變更美好，就如這一幕的「遊星煙花」一樣，千變萬化、活力十足、潛能無限。 |
| 第8幕：國家繁榮、福澤香港 背景音樂：黃河協奏曲 演奏：中國愛樂樂團 | 21:19:50-21:23:20 | 壓軸一幕由澎湃的黃河協奏曲揭開，將煙花匯演推向高潮。「大錦冠」、「錦棕櫚」，加上紅閃交替的璀璨煙花為維多利亞港加冕，而花團錦簇的景緻，象徵國家繁榮昌盛，福惠香港，並繼續向前創新高，在煙花匯演的最後28秒，所有不同口徑的煙花，將排山倒海地由下而上全面傾巢而出，為觀眾帶來難忘而又震撼的神經刺激。                 |

### 2024年
2024年國慶煙花匯演，將於10月1日晚上9時正在維多利亞海港上空舉行，是次的國慶煙花匯演由香港中華出入口商會贊助，「香港中華出入口商會七十載呈獻——國慶七十五周年煙花大匯演」於國慶當晚上演，主題為『盛世煙花耀中華』，國慶煙花開始前加入逾600架無人機將在維多利亞港夜空拼砌出「『70』、熊貓及『75』圖案，每個圖案大約停留約一分鐘，合共歷時約5分鐘。原訂晚上9時05分煙花匯演前，安排無人機環節。康文署在晚上 8 時 52 分發稿，表示由於維港上空出現「電離層閃爍」的現象，令無人機無法接收到良好的衞星定位訊號，原定安排的無人機環節無法進行。
「2024年國慶煙花匯演」在10月1日（星期二）晚上9時舉行，共八幕歷時23分鐘，由3艘躉船及6艘小浮船9個發放點，合共發放31,888枚煙花﹐整體預算開支約為1800萬元。
| 幕次                                                                            | 時間              | 內容介紹 |
| 第1幕：慶祝中華人民共和國75周年華誕 背景音樂：群星黃河協奏曲 演奏：中國愛樂樂團 | 21:05:20-21:08:52 | 開幕28秒，震撼的開場為中華人民共和國75周年華誕展開序幕。中國五千年歷史文化由黃河河套孕育出無數的生命，這一幕打出「紅色五角星」及「紫色五片花」，象徵着香港向祖國仰望，帶領着民眾邁向更輝煌的百年成就 |
| 第2幕：山河無恙 背景音樂：如願 主唱：王菲                                       | 21:09:02-21:11:50 | 祝願各行各業，在不同崗位都能像「紅閃、綠閃、銀閃、金閃及七彩閃光」煙花般閃閃發光，憧憬美好的未來，一切希望都能如願。                                                                                 |
| 第3幕：今夜星光燦爛 背景音樂：The Best Nessun Dorma 主唱：Luciano Pavarotti     | 21:12:00-21:14:52 | 香港是聞名的不夜城。日間努力工作，夜間盡情享受生活，隨着夜經濟的出台，夜生活逐漸蓬勃，這一幕以「大錦冠」、「大麗花」、「七彩變球」為主，打出五彩十色煙花。                                           |
| 第4幕：獅子山下70載 背景音樂：獅子山下 主唱：羅文                               | 21:15:02-21:17:22 | 香港以不朽的獅子山下精神走到今天，一切成果得來不易。我們手牽手就如「紫藍子母彈」、「拉手煙花」及「鐵樹煙花」一般，以堅毅精神攜手邁向下一個里程碑。                                                   |
| 第5幕：繼續微笑 背景音樂：繼續微笑 主唱：許冠傑                                 | 21:17:28-21:20:02 | 只要有愛，一切高低起伏都能笑着面對。「心心相印」、「笑臉」及「笑臉轉紅心」、「七彩環帶紅心」充滿愛及歡樂，讓觀眾繼續微笑。                                                                           |
| 第6幕：喜迎國寶熊貓 背景音樂：Kung Fu Fighting 主唱：Cee Lo Green               | 21:20:11-21:22:53 | 可愛的熊貓就像「銀色椰樹」般在「綠色牡丹」、綠叢中滾動左右奔跑。這一幕充滿熊貓喜歡的食物，有「綠色竹葉」、「綠波」及「綠游星」，市民熱烈歡迎牠們的到來。                                             |
| 第7幕：吉祥三寶 背景音樂：吉祥三寶 主唱：吉祥三寶                               | 21:22:58-21:25:04 | 中國一共有56個民族，包括漢族和55個少數民族。這一幕有各式環形煙花，「煲呔帶環形」、「錦冠環」、「雙環」、「環帶拉手」煙花，象徵着各個民族環環相扣，共融團結。                                         |
| 第8幕：大好河山 背景音樂：大中國 主唱：中國群星                                 | 21:25:07-21:28:34 | 一面有絢麗的「中國紅」，另一面有象徵特區區花高貴的「紫色」左右綻放。最後33秒，以高密度「大哨音」及「華麗錦冠」結尾，祝願祖國繁榮昌盛，國泰民安！                                                     |

## 歷屆主持
除特別註明外，所有國慶煙花匯演節目都是由無綫電視負責，並於翡翠台播出。
| 年份   | 贊助方                                                             | 節目名稱                    | 主持                   | 備註                   |
| ------ | ------------------------------------------------------------------ | --------------------------- | ---------------------- | ---------------------- |
| 1997年 | 粵海集團特約                                                       | 國慶煙花耀香江              | 韓毓霞、廖啟智         |                        |
| 1998年 | 亨達集團特約                                                       | 國慶煙花耀香江              | 劉健基、楊婉儀、劉綽琪 |                        |
| 1999年 | 香港電訊及中國電信                                                 | 50周年國慶煙花匯演          | 韓毓霞、劉健基、劉綽琪 |                        |
| 2000年 | 香港國際投資總商會                                                 | 國慶煙花共歡騰              | 黃桂林、楊婉儀、胡杏兒 |                        |
| 2001年 | 香港廣東社團總會及達成集團                                         | 國慶煙花耀中秋              | 袁潔儀、鄭維朗         | 是年由亞洲電視播出     |
| 2002年 | 香港廣東社團總會                                                   | 萬點星光賀國慶煙花匯演      | 鄧浩光、利嘉兒、鍾沛枝 |                        |
| 2003年 | 日本城特約                                                         | 萬眾歡騰賀國慶煙花匯演      | 王賢誌、姚嘉妮、楊婉儀 |                        |
| 2004年 | 香港中華總商會呈獻                                                 | 55周年國慶煙花匯演          | 黃宇詩、吳家樂、楊思琦 |                        |
| 2005年 | 香港潮屬社團總會呈獻                                               | 邁向和諧新里程 國慶煙花匯演 | 朱凱婷、陳敏之         |                        |
| 2006年 | 觀瀾湖高爾夫球會                                                   | 維港國慶煙花匯演            | 王賢誌、陸詩韻         |                        |
| 2007年 | 香港潮州商會                                                       | 回歸十載迎奧運 國慶煙花匯演 | 朱凱婷、吳家樂、葉翠翠 |                        |
| 2008年 | 香港同胞慶祝國慶籌委會呈獻                                         | 國慶煙花匯演                | 陳芷菁、胡諾言、馬賽   |                        |
| 2009年 | 香港中華總商會呈獻                                                 | 60周年國慶煙花匯演          | 陳茵媺、陳智燊         | 是年無綫改為明珠台播出 |
| 2010年 | 衍生行有限公司特約                                                 | 維港煙花賀國慶              | 陳智燊、陳敏之         |                        |
| 2011年 | 香港福建社團聯會                                                   | 齊心賀國慶煙花匯演          | 胡諾言、朱凱婷         |                        |
| 2012年 | 衍生行有限公司特約                                                 | 維港煙花賀國慶              | 朱凱婷、馬賽           |                        |
| 2013年 | 為悼念香港南丫海難死難者，康樂及文化事務署宣布取消該年度煙花匯演。 |                             |                        |                        |
| 2014年 | 因雨傘革命，康文署宣布取消該年度煙花匯演。                         |                             |                        |                        |
| 2015年 | 中滔環保特約                                                       | 維港煙花賀國慶              | 陳貝兒、胡諾言         |                        |
| 2016年 | 海南省各級政協委員聯誼會特約                                       | 維港煙花賀國慶              | 陳庭欣、李浩林         |                        |
| 2017年 | 全港各區工商聯特約                                                 | 國慶煙花匯演                | 朱凱婷、陸浩明         |                        |
| 2018年 | 信義玻璃三十載                                                     | 璀璨煙花賀國慶              | 朱凱婷、陸浩明         |                        |
| 2019年 | 因反對逃犯條例修訂草案運動，康文署宣布取消該年度煙花匯演。         |                             |                        |                        |
| 2020年 | 因2019年冠狀病毒病肆虐，康文署第二年取消煙花匯演。                 |                             |                        |                        |
| 2021年 | 康文署未見宣布有關詳情，政府亦已宣佈取消該年度煙花匯演。           |                             |                        |                        |
| 2022年 | 康文署9月宣布，因應疫情繼續停辦該年度煙花匯演。                    |                             |                        |                        |
| 2023年 | HKT x FWD（煙花匯演主贊助方）                                      | 2023年國慶煙花匯演          | 駱振偉、蔡宛珊         | 是年由ViuTV播出        |
| 2023年 | BCT MPF 呈獻                                                       | 國慶煙花耀香江              | 朱凱婷、林溥來         | 是年兼於翡翠台播出     |
| 2024年 | 香港中華出入口商會（煙花匯演主贊助方）                             | 國慶七十五周年煙花大匯演    | 陳俞希、陳子豐         | 是年兼ViuTV播出        |
| 2024年 | 香港中華出入口商會（煙花匯演主贊助方）                             | 國慶七十五周年煙花大匯演    | 鄭衍峰、陳懿德         | 是年由翡翠台播出       |
| 2025年 | 香港中華總商會呈獻                                                 |                             |                        |                        |